# Diaphorus lichtwardti
Diaphorus lichtwardti är en tvåvingeart som beskrevs av Octave Parent 1925. Diaphorus lichtwardti ingår i släktet Diaphorus och familjen styltflugor. Inga underarter finns listade i Catalogue of Life.